# مارتین کریشتوف
مارتین کریشتوف (انگلیسی: Martin Kryštof زاده ۱۱ اکتبر ۱۹۸۲) بازیکن والیبال اهل چک؛ عضو تیم ملی والیبال جمهوری چک و باشگاه برلین است.
او در چلنج کاپ ۲۰۱۰ به عنوان بهترین لیبرو دست یافت.